# BFI 75 Most Wanted
El BFI 75 Most Wanted (BFI, les 75 més buscades) és una llista redactada el 2019 pel British Film Institute dels llargmetratges britànics més desitjats, que no es troben a l'Arxiu Nacional del BFI. Aquests films estan classificats com a "desapareguts" o "perduts". Dins dels films triats, es troben pel·lícules classificades com a de serie B, fins a pel·lícules de produccions de prestigi en el seu moment. La llista inclou obres perdudes de directors importants i aquelles en les que acuten actors de renom; films que van ser un èxit de taquilla en el seu temps, però que des d'ençà han desaparegut. També, llargmetratges consdierats singificatius històricament per algun aspecte referent a l'estil, la tècnica o a la innovació.
La pel·lícula més antiga de la llista data del 1913 i la més nova del 1983. Amb 24 entrades, la dècada amb més pel·lícules a la llista, és la dècada dels trenta; seguida per la dels vint (16 films) i la dels quaranta (14 films). Maurice Elvey, amb quatre pel·lícules a la llista, és el director més representat. El primer film de la llista és L'Àliga de Mont d'Alfred Hitchcock, descrit com "el Sant Greal dels historiadors de pel·lícula".
Des de 2012, el BFI ha anat trobat diverses de les pel·lícules llistades. Al 2017, 18 de les 75 pel·lícules van ser trobades en la seva forma completa; dos altres en versions escurçades i retitulades pels Estats Units.

## Pel·lícules
La llista de les 75 més buscades pel BFI està dividida en dos titulars: "Les deu més buscades", per ordre de rellenvància, i "La Resta", ordenades alfabèticament. A les taules següents, les 10 primeres pel·lícules són numerades segons l'ordre en la llista del BFI, i "la resta" estan ordenades en ordre cronològic d'emissió.

### Les deu més buscades
Films que s'han trobat
  Films que tenen escenes o grans fragments encara existents, que existeixen en versions retallades o en impressions de mala qualitat.  Films que s'han trobat completes en 16mm o 35mm, però que no es troben en l'Arxiu Nacional del BFI.
| #  | Any  | Títol                                        | Director          | Notes |
| -- | ---- | -------------------------------------------- | ----------------- | --- |
| 1  | 1926 | The Mountain Eagle                           | Alfred Hitchcock  | L'única pel·lícula perduda de Hitchcock (El seu curt An Elastic Affair també està perdut). Una de les pel·lícules perdudes més buscades de tot el món. |
| 2  | 1931 | Two Crowded Hours                            | Michael Powell    | El debut de Powell com a director. Va ser un èxit inesperat en taquilla.                                                                               |
| 3  | 1943 | Squadron Leader X                            | Lance Comfort     | Molt ben rebut per la crítica en la seva època. Buscada per l'avaluació crítica en el Comfort's importance in British cinema history.                  |
| 4  | 1968 | Sleep Is Lovely (aka, The Other People)      | David Hart        | Es creu que va ser molt innovadora i experimetal en l'estil fílmic. No hi ha cap evidència d'haver sigut projectada davant d'una audiència.            |
| 5  | 1973 | Symptoms                                     | José Ramón Larraz | L'entrada britànica en el 27è festival de Cannes. El film va ser obtingut al febrer del 2016 i es pot trobar amb DVD.                                  |
| 6  | 1948 | Somewhere in Politics                        | John E. Blakeley  | Producció de Mancunian Films i protagonitzada per Frank Randle. Se n'ha trobat un fregment de divuit minuts.                                           |
| 7  | 1929 | The Last Post                                | Dinah Shurey      | Debut com a directora individual de l'única directora dona a Anglaterra durant aquell període.                                                         |
| 8  | 1960 | Linda                                        | Don Sharp         | Drama adolescent amb el protagonisme de Carol White i Alan Rothwell. Ensenyada per primer en un programa doble ambSaturday Night and Sunday Morning    |
| 9  | 1914 | A Study in Scarlet                           | George Pearson    | Primera pel·lícula anglesa de Sherlock Holmes. |
| 10 | 1913 | Maria Marten, or the Mystery of the Red Barn | Maurice Elvey     | Del primer any de la carrera com a directora d'Elvey. Ficcionalització de l'assassinat de Red Barn filmat a les localitzacions reals on va succeir.    |

### La Resta
Films que s'han trobat
  Films que tenen escenes o grans fragments encara existents, que existeixen en versions retallades o en impressions de mala qualitat.
  Films que s'han trobat en 16mm o 35mm en el seu estat complert, però que no es troben a l'Arxiu Nacional del BFI.
| Any  | Títol                                 | Director              | Notes |
| ---- | ------------------------------------- | --------------------- | --- |
| 1916 | Milestones                            | Thomas Bentley        | Saga ambiciosa d'una família multigeneracional. |
| 1919 | The First Men in the Moon             | J. L. V. Leigh        | Adaptació cinematogràfica de la primera obra dirigida per H. G. Wells. |
| 1920 | The Amazing Quest of Mr. Ernest Bliss | Henry Edwards         | |
| 1921 | The Adventures of Mr. Pickwick        | Thomas Bentley        | Adaptació de Dickens |
| 1921 | The Narrow Valley                     | Cecil Hepworth        | Protagonitzada per Alma Taylor, Molt elogiada pels seus plans dels camps del South Downs. |
| 1923 | Love, Life and Laughter               | George Pearson        | Anunciada pel crítics coma un clàssic i una obra mestra. El 2 d'abril del 2014 el museu cinematogràfic d'Holanda, EYE, va infromar que havien descobert una còpia d'aquest film. L'Arxiu Nacional del BFI ja la té. |
| 1923 | Reveille                              | George Pearson        | Drama sobre la Primera Guerra Mundial molt significant socialment. Es creu que existeixen fragments d'aquest film en propietats privades. |
| 1923 | Woman to Woman                        | Graham Cutts          | Hitchcock va fer d'assistent del director i de guionista. |
| 1924 | Lily of the Alley                     | Henry Edwards         | Pel·lícula muda experimental sense cartells (intertítols). |
| 1924 | Who Is the Man?                       | Walter Summers        | Debut cinematogràfic deJohn Gielgud |
| 1926 | London                                | Herbert Wilcox        | Peli de "Limehouse" amb gran pressupost. Protagonitzada per Dorothy Gish |
| 1926 | Mademoiselle from Armentieres         | Maurice Elvey         | La pel·lícula anglesa amb més recompensa econòmica del 1926. Es convserva menys d'un terç del film. |
| 1927 | The Arcadians                         | Victor Saville        | Pel·lícula muda basada en un musical. |
| 1927 | The Story of the Flag                 | Anson Dyer            | Primer llargmetratge d'animació anglès. |
| 1927 | Tip Toes                              | Herbert Wilcox        | Pel·lícula de Dorothy Gish mutilada per la crítica. |
| 1929 | The Crooked Billet                    | Adrian Brunel         | Protagonitzada per Madeleine Carroll. Pot haver-hi dues versions: una muda i l'altre sonora. |
| 1930 | Lord Richard in the Pantry            | Walter Forde          | |
| 1930 | School for Scandal                    | Maurice Elvey         | Única pel·lícula gravada amb el processador fallit de color "Raycol". Només projectada en blanc i negre. |
| 1930 | Too Many Crooks                       | George King           | Debut britànic deLaurence Olivier |
| 1931 | Deadlock                              | George King           | Primera pel·lícula britància sonora que utilitza un estudi cinematogràfic com a localització dramàtica del film. |
| 1931 | Hobson's Choice                       | Thomas Bentley        | Es creu que George Formby apareixia al film. |
| 1931 | Lloyd of the C.I.D.                   | Henry MacRae          | Serial de 12 episodis. L'únic fet a anglaterra que no anava dirigida a una audiència juvenil. Existia el 1977, però des d'aquell any, no se n'ha trobat cap resta. |
| 1932 | Castle Sinister                       | Widgey R. Newman      | de les primeres pel·lícules britàniques d'horror. |
| 1932 | Men of Tomorrow                       | Leontine Sagan        | Debut cinematogràfic deRobert Donat |
| 1933 | Counsel's Opinion                     | Allan Dwan            | De les primeres produccions d'Alexander Korda |
| 1933 | Yes, Mr Brown                         | Jack Buchanan         | Debut de Buchanan com actor protagonista i director alhora. |
| 1934 | Badger's Green                        | Adrian Brunel         | Primera producció d'Anthony Havelock-Allan |
| 1934 | The Path of Glory                     | Dallas Bower          | Molt sofisticada i ben feta per ser una pel·lícula de sèrie-B. |
| 1934 | To Be a Lady                          | George King           | Pel·lícula sonora protagonitzada per l'estrella de cinema mut Chili Bouchier. |
| 1935 | Murder at Monte Carlo                 | Ralph Ince            | Debut cinematogràfic d'Errol Flynn |
| 1935 | The Price of a Song                   | Michael Powell        | Una de les quickies més ben ressenyada de Powell. |
| 1935 | The Public Life of Henry the Ninth    | Bernard Mainwaring    | Primera producció de Hammer Films. |
| 1936 | Educated Evans                        | William Beaudine      | Considerada la millor pel·lícula de Max Miller. |
| 1936 | The Man Behind the Mask               | Michael Powell        | L'última quikie de Powell. Se n'ha trobat una impressió de la versió americana. |
| 1936 | The Scarab Murder Case                | Michael Hankinson     | L'única pel·lícula de Philo Vance feta a Anglaterra. |
| 1937 | The Vulture                           | Ralph Ince            | Últim film fet per Ince abans de morir en un accident de cotxe. |
| 1938 | The Viper                             | Roy William Neill     | Seqüela deThe Vulture. |
| 1939 | The Good Old Days                     | Roy William Neill     | L'única pel·lícula d'en Max Miller d'època. |
| 1939 | Murder Will Out                       | Roy William Neill     | Es projectava als cinemes quan va esclatar la Segona Guerra Mundial. |
| 1940 | Dr. O'Dowd                            | Herbert Mason         | Drama situat a Irlanda. Debut cinematogràfic de Molt bones ressenyes a Irlanda. |
| 1941 | This Man Is Dangerous                 | Lawrence Huntington   | L'única pel·lícula perduda de James Mason. Es deia que s'havia programat a la televisió britància al 1987, però aquesta afirmació va ser declarada com a falsa. S'ha trobat una còpia doblada a l'Italià. |
| 1943 | Deadlock                              | Ronald Haines         | Thriller amb John Slater interpretant a dos bessons.Està disponible amb DVD |
| 1943 | It's in the Bag                       | Herbert Mason         | Popular comèdia d'Splastick de Gert and Daisy. |
| 1944 | Kiss the Bride Goodbye                | Paul L. Stein         | Surt Jean Simmons abans de la seva popularitat.Huntley Film Archives afirma tenir la pel·lícula completa. |
| 1944 | Welcome, Mr. Washington               | Leslie S. Hiscott     | Soldats americans en un poble anglès. Redescoberta el 2015. Va ser mostrada al canal de televisió britànic Talking Pictures TV el 13 d'octubre del 2020. |
| 1945 | Flight from Folly                     | Herbert Mason         | Primer paper protagonista de Patricia Kirkwood |
| 1945 | For You Alone                         | Geoffrey Faithfull    | Melodrama sobre el temps de la guerra. Un gran èxit de taquilla. A l'UCLA FIlm and Television Archive, en línia, es conserva una còpia de 16mm. |
| 1945 | The World Owes Me a Living            | Vernon Sewell         | Pel·lícula perduda d'un director aclamat. La Library of Congress conserva el material original. Al 2020, la pel·lícula es va mostrar a Talking Pictures TV. |
| 1948 | Bless 'Em All                         | Robert Jordan Hill    | Comèdia musical sobre l'exèrcit. Debut cinematogràfic de Maz Bygraves. Es conserva un trailer de dos minut i mig i una versió escurçada. |
| 1948 | But Not in Vain                       | Edmond T. Gréville    | Drama sobre la Segona Guerra Munidal. |
| 1949 | The Golden Madonna                    | Ladislao Vajda        | Gravat a Itàlia i protagonitzat perPhyllis Calvert |
| 1950 | Double Confession                     | Ken Annakin           | L'única pel·lícula que no és de Hitchcock on hi actua Peter Lorre. Es va publicar un DVD, però ja no està en venda. Existeix una versió de 35 mm a l'Arxiu Independent del Regne Unit. |
| 1952 | Hammer the Toff                       | Maclean Rogers        | Dos films basats en el personatge de John Creasey de The Toff. Salute the Toff es va publicar en DVD el novembre del 2013 i Hammer the Toff El març del 2016. |
| 1952 | Salute the Toff                       | Maclean Rogers        | Dos films basats en el personatge de John Creasey de The Toff. Salute the Toff es va publicar en DVD el novembre del 2013 i Hammer the Toff El març del 2016. |
| 1953 | Small Town Story                      | Montgomery Tully      | Thriller de fútbol amb l'aparició dels equips Denis Compton, Arsenal i el Millwall. Protagonitzada per Donald Houston i Susan Shaw. S'ha trobat, restaurat i publicat com en DVD |
| 1953 | Three Steps in the Dark               | Daniel Birt           | Murder Mystery protagonitzat per Greta Gynt. Està a la col·lecció del National Film and Sound Archive d'Austràlia. |
| 1954 | The Diamond                           | Montgomery Tully      | La primera pel·lícula anglesa en 3D. Segons el BFI, però, només es va mostrar en 3D el 13 de setembre del 2006 a Hollywood. Els primers cinc minuts, aproximadament, es poden veure a YouTube. |
| 1957 | Alive on Saturday                     | Alfred Travers        | Protagonitzada per Guy Middleton i Patricia Owens. Al BFI si conserven dos fotogrames. |
| 1957 | Second Fiddle                         | Maurice Elvey         | L'últim film d'Elvey. Ja està disponible en DVD. |
| 1962 | Crosstrap                             | Robert Hartford-Davis | Debut com a director de Robert Hartford-Davis, amb molta violència gràfica pel seu temps. El BFI va trobar i restaurar una còpia en blanc i negre. Ja es pot trobar a la pàgina web del BFI i s'ha mostrat vàries vegades al Talking Pictures TV. |
| 1963 | Farewell Performance                  | Robert Tronson        | Un Murder mystery situat al món del pop, amb actuacions de Joe Meek, The Tornados i Heinz |
| 1969 | The Promise                           | Michael Hayes         | Primera pel·lícula basada en les obres del dramaturg rus Aleksei Arbuzov. Protagonitzada per Ian McKellen. |
| 1971 | Nobody Ordered Love                   | Robert Hartford-Davis | Després d'una rebuda força dolenta, el director va ordenar que els negatius i les còpies del film fossin destruides després de la seva mort. |
| 1972 | The Cherry Picker                     | Peter Curran          | Comèdia desexplotació amb Lulu, Spike Milligan, i Terry-Thomas. Es creu que circula per vies privades en còpies de baixa qualitat, però els negatius i les còpies originals encara estan perdudes. |
| 1983 | Where Is Parsifal?                    | Henri Helman          | Hi actua Orson Welles, Tony Curtis, i Peter Lawford. Mostrada al 37è festival de Cannes pero retirada abans de la seva estrena al Regne Unit. Mai va estar disponible pel públic d'Anglaterra o dels USA i l'original versió en anglès està perduda. Tot i això, el director va donar la "seva còpia personal en 35mm, amb substítols en francés" al BFI. |

1. 1 2 3  BFI 75 Most Wanted Arxivat 2 August 2012[Date mismatch] a Wayback Machine. BFI National Archive. Note: For references and further information for individual films, follow this link then click on the appropriate film name.
2. 1 2 3 4 5 6 7 8  Josephine Botting. «BFI Most Wanted: our discoveries so far».   BFI, 29-11-2012. [Consulta: 9 gener 2013].
3. ↑  «Lost Euro-Horror Film 'Symptoms' Unearthed by Mondo Macabro! [Exclusive]».   bloody-disgusting.com. [Consulta: 6 febrer 2016].
4. ↑  «BFI Most Wanted». British Film Institute. [Consulta: 6 setembre 2019].
5. ↑  «BFI Most Wanted».   BFI, 01-02-2017. [Consulta: 17 juliol 2017].
6. ↑  «Film: 91524».   huntleyarchives.com. [Consulta: 30 maig 2014].
7. ↑   , 10-01-2016 [Consulta: 10 gener 2016]. De subscripció o mur de pagament
8. ↑  Radio Times, 10–16 October 2020
9. ↑  «For you alone / produced by F.W. Baker; directed by Geoffrey Faithfull.». UCLA Library Catalog. [Consulta: 6 setembre 2019].
10. ↑   , 12-08-2014 [Consulta: 14 febrer 2016].
11. ↑  «The Diamond / BFI Most Wanted».   British Film Institute. Arxivat de l'original el 3 agost 2012. [Consulta: 26 maig 2014].
12. ↑   Arxivat 3 August 2012[Date mismatch] a Wayback Machine.. Retrieved 15 August 2020
13. ↑  «Crosstrap on BFI Player». Arxivat de l'original el 28 març 2017. [Consulta: 20 abril 2017].